# Heggadahalli, Krishnarajpet
Heggadahalli là một làng thuộc tehsil Krishnarajpet, huyện Mandya, bang Karnataka, Ấn Độ.